# AIDAsol
AIDAsol es un crucero de clase Sphinx, construido en Meyer Werft para AIDA Cruises. Ella es la quinta nave de la serie Sphinx, precedida por los buques hermanos AIDAdiva, AIDAbella, AIDAluna y AIDAblu, y seguida por AIDAmar. AIDAsol se entregó en marzo de 2010. Fue bautizada el 9 de abril de 2011.

## Diseño y construcción
AIDAsol fue ordenado el 13 de diciembre de 2007, en Meyer Werft por Carnival Corporation & plc, la empresa matriz de AIDA. También marcó la decisión de aumentar el tonelaje y la capacidad de la entonces en construcción AIDAblu, a 71.000-GT y 2.174 pasajeros, lo que convierte a AIDAsol y AIDAmar en sus hermanas gemelas en la clase Sphinx. La ceremonia de nombramiento fue el 9 de abril de 2011 en Kiel, Alemania.
AIDAsol está diseñado de manera similar por su último predecesor, AIDAblu. Las instalaciones incluidas son una terraza adicional, una cervecería a bordo y una instalación de spa de 2.300 m². AIDAsol tiene 252 metros de largo y 32 metros de ancho.

## Galería

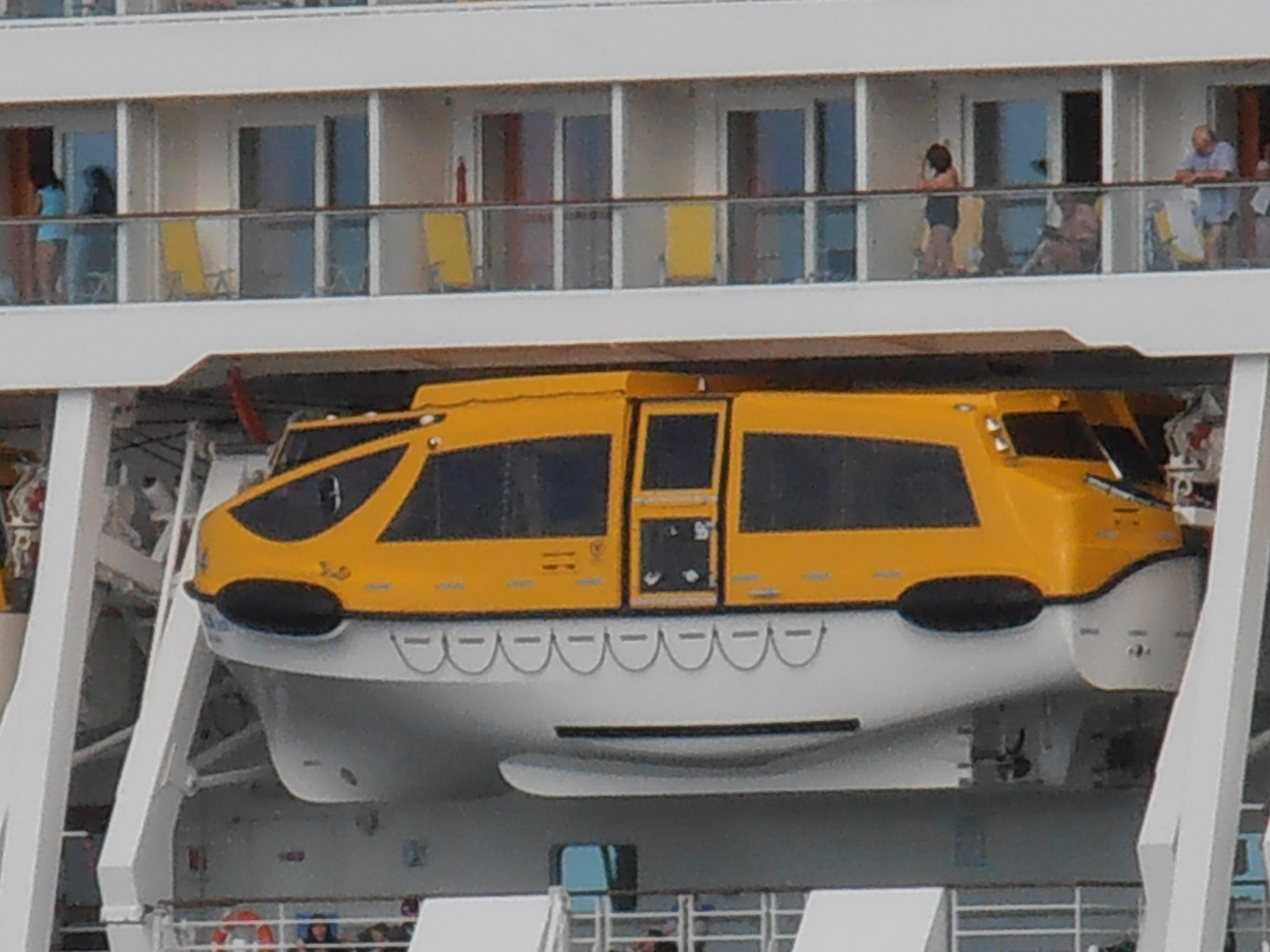
Bote salvavidas del AIDAsol
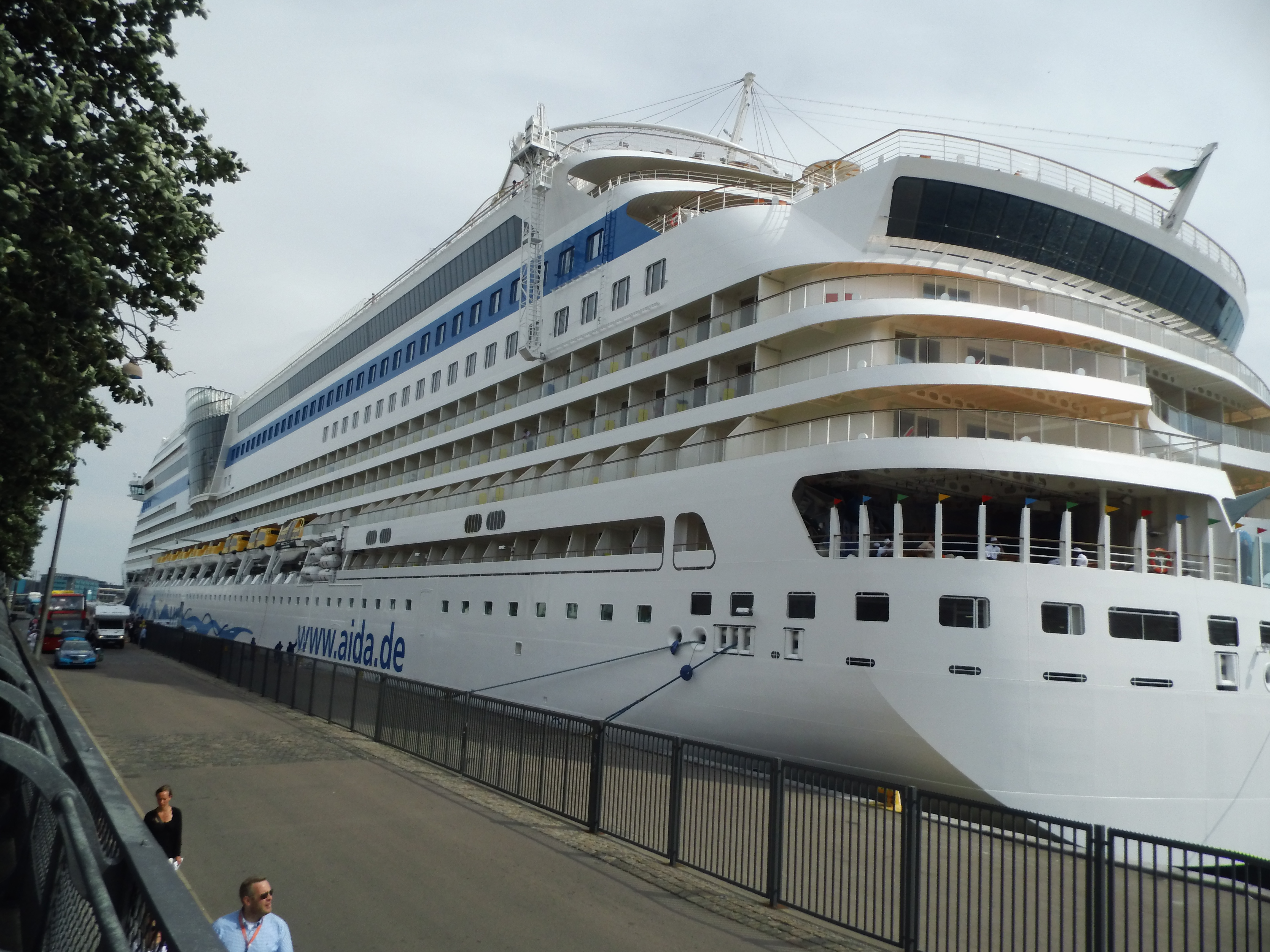
El AIDAsol por detrás